# Цветанка Христова
Цветанка Павлова Христова (болг. Цветанка Павлова Христова; нар. 14 березня 1962 — пом. 14 листопада 2008) — болгарська легкоатлетка, яка спеціалізувалася на метанні диска.

## Спортивні досягнення
Срібна (1992) та бронзова (1988) олімпійська призерка з метання диска. Учасниця олімпійських змагань з метання диска (2004), на яких не змогла подолати кваліфікаційний раунд.
Чемпіонка світу (1991) та бронзова призерка (1987) з метання диска. Фіналістка (4-е місце) змагань з метання диска на чемпіонаті світу (1983).
Двічі була четвертою у метанні диска на Кубках світу (1985, 1989).
Чемпіонка (1987) та срібна призерка (1985) змагань з метання диска на Універсіадах.
Чемпіонка Європи (1982) та срібна призерка чемпіонату Європи (1986) з метання диска.
Призерка Кубків Європи у змаганнях з метання диска (1985, 1987, 1989).
Чемпіонка Болгарії з метання диска (1985, 1986, 1987, 1988, 1989, 1991, 1997, 2001, 2004, 2005, 2006, 2007).